# Fabio Tognetti
Pour les articles homonymes, voir Tognetti.
Fabio Tognetti est un compositeur suisse, né à Bellinzone en 1965.

## Biographie
Fabio Tognetti a commencé ses études musicales à l’âge de dix ans, avant de s’installer à Paris, où il suit des cours d’harmonie, de contrepoint et de composition auprès d’Alain Weber, professeur au Conservatoire de Paris. Il continue ensuite ses études au Conservatoire de la Suisse italienne à Lugano, où il se perfectionne en composition avec Paul Glass et développe sa pratique de l’improvisation classique et baroque avec Ottavio Dantone.
En 1995, il obtient le diplôme de professeur de théorie auprès de la Société suisse de pédagogie musicale. En 1996, il remporte le prix du grand jury au concours international « Profession artiste » de Montreux. De 2000 à 2006, il enseigne à l’École universitaire de musique de la Suisse italienne, et depuis 2006 à l’Helvetic Music Institute de Bellinzone, où il est également responsable d’un projet de recherche concernant l'enseignement des matières théoriques.

## Œuvres
Il a à son actif des compositions pour solistes, ensembles de musique de chambre et orchestres.